# Маја Бекан
Маја Бекан (Требиње, 27. октобар 1975) је српска сликарка.

## Биографија
Рођена је 27. октобра 1975. у Требињу. Дипломирала је сликарство на Академији уметности Универзитета у Новом Саду у класи професора Милана Сташевића и Јована Ракиџића. Похађала је школу историје и теорије уметности у Центру за савремену уметност 2000—2002. и Краљевску академију уметности у Хагу. Излагала је на Бијеналу младих уметника у Вршцу и изложби фотографија студената Академије уметности Универзитета у Новом Саду 2000, Le festival des tres courts у Паризу, Марсељу, Нансу и Нанту и Intercultural Videoart Exibition у Токију 2002, Short Film Festival у Амстердаму, изложби нових чланова Удружења ликовних уметника Србије и Art and Gender у Румунији 2003. године. Добитница је награде Војвођанске банке Нови Сад, друге награде за видео „Играчка на сајму кратке електронске форме” и награде Академије уметности за цртеж 2000. и награде Low Fi Art Video 2001. Сарађује са групом „Скарт” на пројектима и заједно су учествовали на Цетињском бијеналу 2002. и на радионици у Котору 2003. године. Тренутно борави у Холандији. Занима је сараднички и друштвени приступ и како учешће може створити продуктивну фазу, ближе истражујући личне историје, истине, економије и друштвене односе унутар ње. Ради на дугорочним истраживачким пројектима који укључују различите нивое сарадње, а који су представљени јавности у облику перформанса, специфично креираних окружења, видео, аудио и текстуалних инсталација и јавних разговора. Суоснивач је и програмер уметничке иницијативе из Ротердама, подручја за дебату и уметност. Године 2008. је покренула дугорочни истраживачки пројекат „П за перформансе”, као метод покретања ситуација и коришћења перформанса као алата за истраживање колективне интимности и перформанса као фазе производње знања.